# Heliura lucis
Heliura lucis là một loài bướm đêm thuộc phân họ Arctiinae, họ Erebidae.